# چاله (قزوین)
چاله (قزوین)، روستایی از توابع بخش رودبارالموت شهرستان قزوین در استان قزوین ایران است.

## زبان
مردم چاله به زبان تاتی تکلم میکنند.

## جمعیت
این روستا در دهستان الموت بالا قرار دارد و براساس سرشماری مرکز آمار ایران در سال ۱۳۸۵، جمعیت آن ۲۰۸ نفر (۶۶خانوار) بوده‌است.